# Microsoft Comic Chat
Microsoft Comic Chat, conosciuto anche come Microsoft chat, è un client che si trovava in Windows 95 e Windows 98.
Erano previste due modalità di chat: la modalità classica, testuale e la conversazione "a fumetti".
Nella modalità "a fumetti", ogni persona veniva identificata con un personaggio a scelta tra gli otto disponibili.
Il collegamento avveniva alle reti di Internet Relay Chat ma curiosamente non era possibile inviare al server i comandi IRC (espressamente vietato dal programma, con tanto di messagebox di notifica).
Fu largamente usato fino al 2000, anno in cui il server IRC chiuse definitivamente e fu lanciato MSN Messenger.